# Ganglion sentinelle

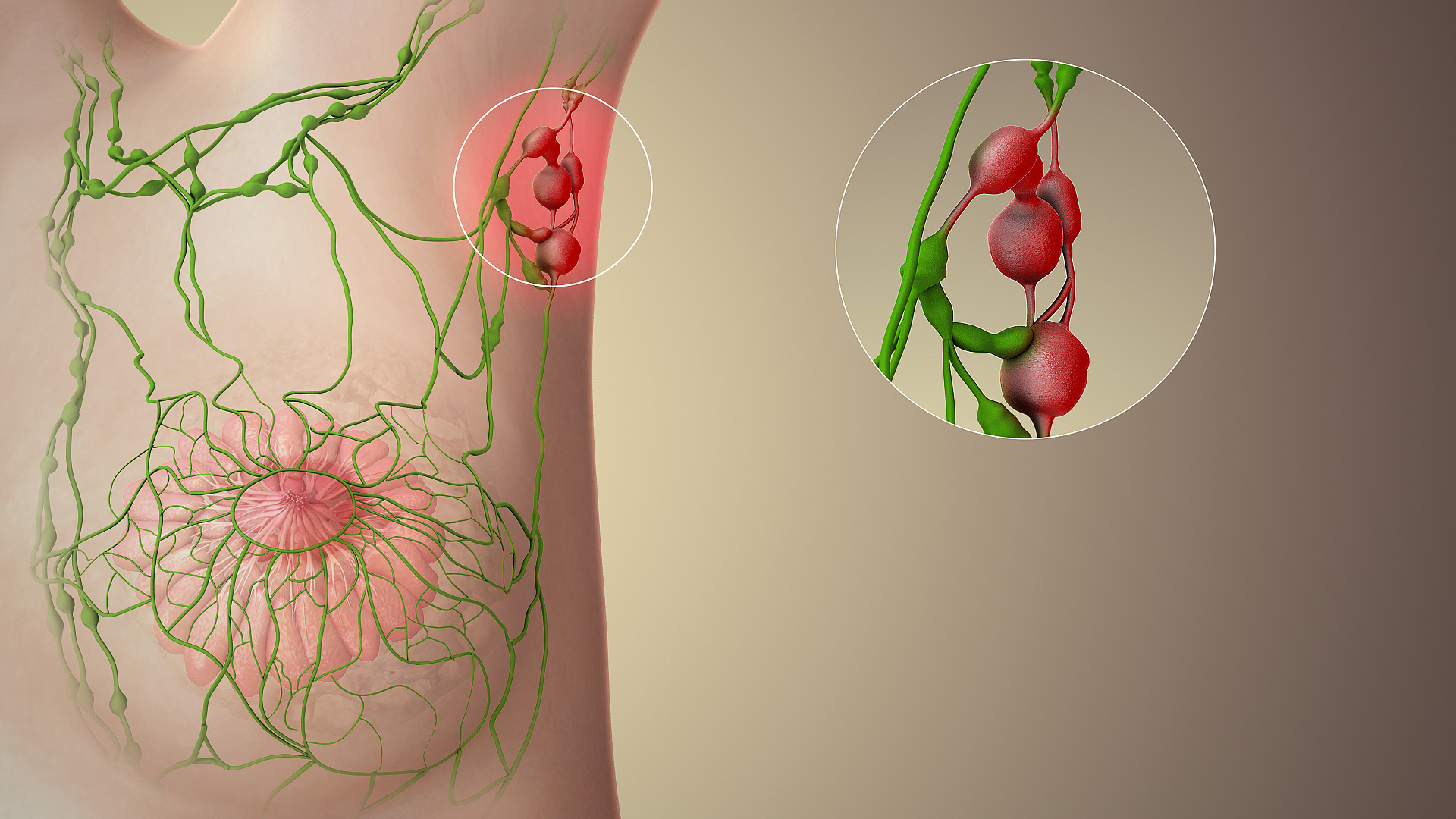
Image illustrant des ganglions sentinelles. Les ganglions lymphatiques axillaires drainent une majeure partie des seins et peuvent donc être les premiers ganglions lymphatiques affectés en cas de cancer du sein.

Le ganglion sentinelle est le premier ganglion lymphatique ou groupe de ganglion recevant la lymphe drainée d'une région où l'on suspecte la présence d'un cancer.
La procédure du ganglion sentinelle est l'identification, le prélèvement et l'analyse du ganglion sentinelle d'une tumeur donnée.

## Physiopathologie
Certains cancers ont une évolution stéréotypée, avec une phase primaire de prolifération vers les ganglions régionaux, puis vers des ganglions plus lointains, puisque le drainage lymphatique est unidirectionnel.
C'est pourquoi certains cancers prolifèrent localement de manière prévisible: les cellules tumorales atteindront le premier relai ganglionnaire avant d'envahir d'autres parties du corps.
La procédure du ganglion sentinelle consiste à déterminer si le premier relai ganglionnaire est envahi par les cellules cancéreuses ou non. Si le ganglion sentinelle est sain, alors il est probable que le cancer soit encore localisé, et que le reste du corps en soit encore indemne. Cette approche est notamment utilisée dans le cas du cancer du sein et du mélanome.

## Méthodes

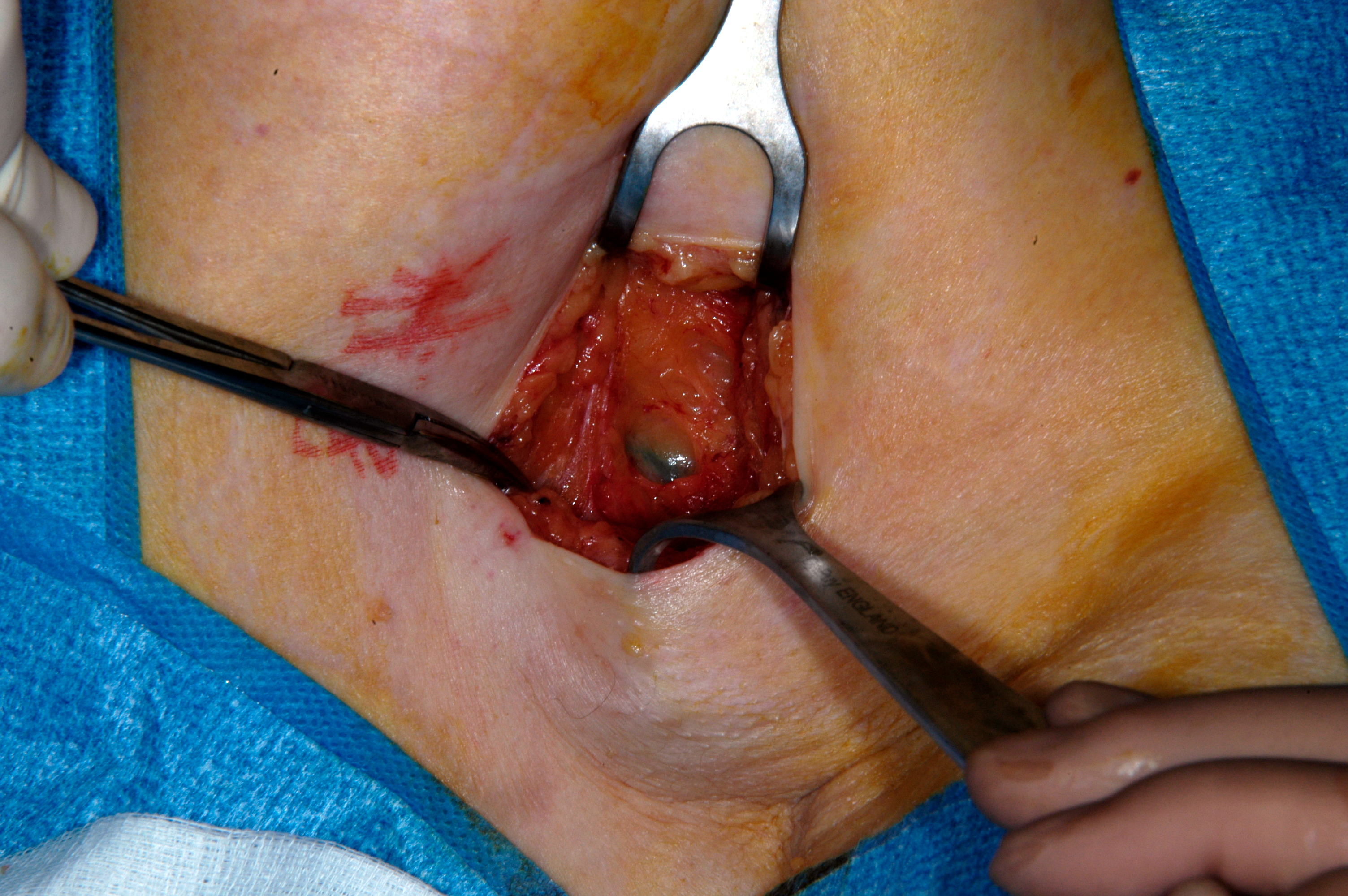
Un ganglion sentinelle axillaire teint en bleu.

Le concept du ganglion sentinelle est à la base de la procédure du ganglion sentinelle. Cette procédure faisant partie du bilan d'extension, est utilisée pour évaluer la gravité du cancer, car l'envahissement ganglionnaire est un facteur pronostique majeur en cancérologie. Elle peut être également importante pour guider le chirurgien lors de l'opération.

### Techniques de marquage
Plusieurs méthodes sont utilisées pour repérer les ganglions sentinelles, dans tous les cas un produit est injecté à proximité de la tumeur, dans le but qu'il migre vers le premier relais ganglionnaire (ganglion sentinelle) qui sera alors facilement détectable visuellement ou par imagerie.

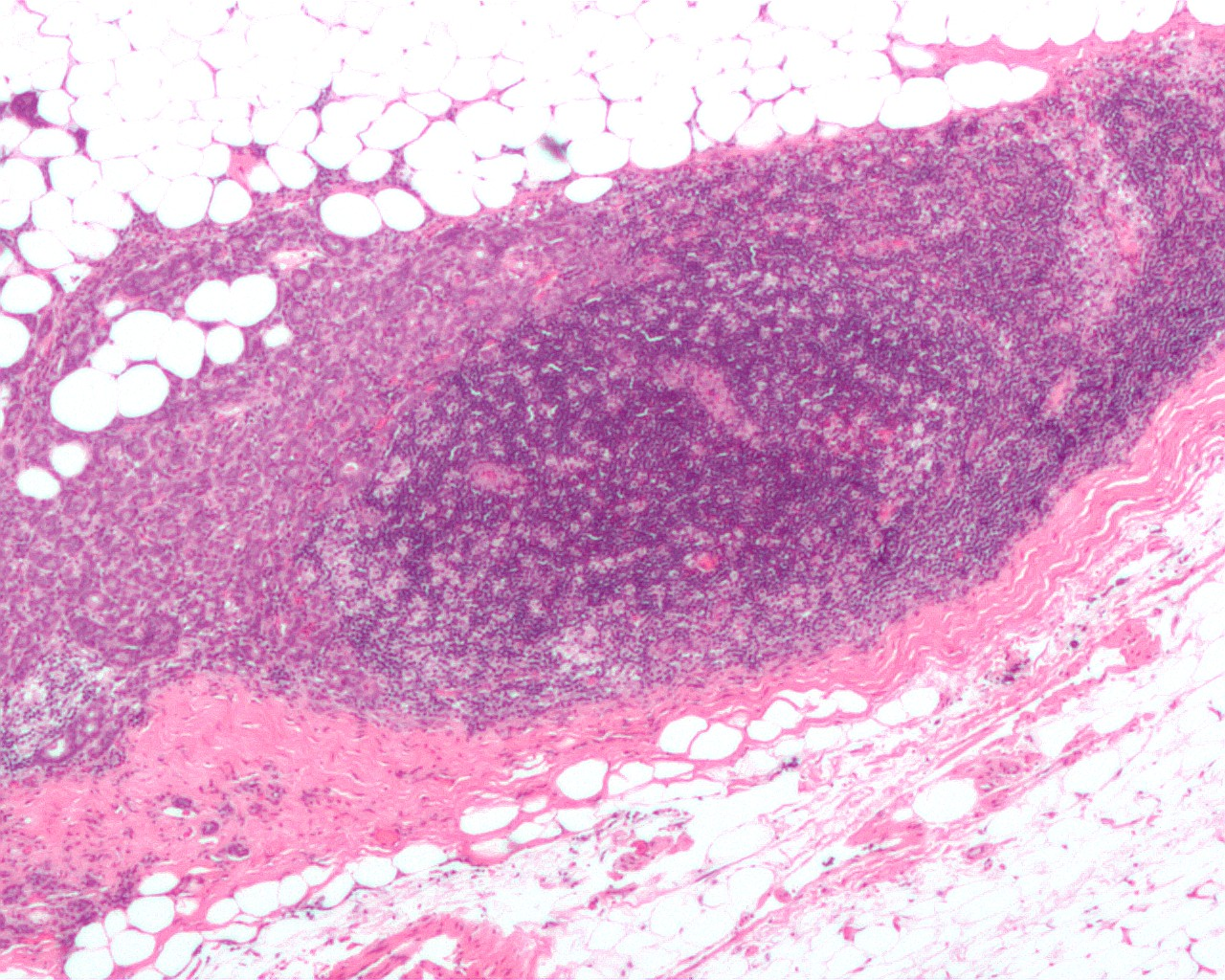
Vue microscopique d'un adénocarcinome du sein (rose foncé), dans un ganglion lymphatique (violet), et s'étendant dans la graisse environnante (blanc), coloration HE.

Certaines méthodes se basent sur l'utilisation de produits radioactifs (faisant donc intervenir un médecin nucléaire) comme la lymphocytographie planaire pré-opératoire avec ou sans TEMP,, ou la détection per opératoire du ganglion sentinelle par compteur Geiger ou sonde gamma.
D'autres ne font pas intervenir de radioactivité comme la détection visuelle per-opératoire avec colorant bleu.

### Procédure
En routine le médecin nucléaire effectue une lymphoscintigraphie, dans laquelle une substance radioactive de faible activité est injectée à proximité de la tumeur. La substance injectée, colloïde de soufre filtré, est marquée avec le radionucléide technétium-99m.
L'imagerie scintigraphique est généralement démarrée dans les 5 minutes suivant l'injection et le ganglion sentinelle (premier relais ganglionnaire) apparaît dans les 5 min à 1 heure. Ceci se faisant généralement plusieurs heures avant la biopsie chirurgicale, voire la veille. Les protocoles varient en fonction des centres et des pays, mais une injection de colorant bleu, à l'endroit de la précédente injection, par le chirurgien avant l'incision peut également être rajoutée à cette procédure.
Ensuite, lors de l'opération, le chirurgien a pour rôle de trouver le ganglion sentinelle, ce dernier peut avoir été "marqué" par un harpon percutané préalablement placé par le nucléariste, par un colorant bleu, et/ou peut être repéré par un compteur gamma/Geiger. Ces méthodes n'étant pas mutuellement exclusives.
Une fois repéré, le chirurgien procède à une biopsie/exérèse du ou des ganglions sentinelles. Ce prélèvement est envoyé au médecin anatomopathologiste qui souvent, pour guider le reste de la chirurgie, doit rendre des résultats d'orientation diagnostique dans les 30 minutes dans le cadre de ce qu'on appelle une analyse extemporanée. Le but étant de déterminer la présence ou non de cellules cancéreuses.
L'intérêt étant qui si l'analyse extemporanée trouve un cancer, un curage sera effectué dans le même temps, et si l'analyse ne trouve pas de cancer, un curage ganglionnaire peut être évité en attendant les résultats définitifs.
D'autres analyses anathomopathologiques plus longues seront dans tous les cas effectuées pour être certain du statut (sain ou pathologique) ganglionnaire.

## Avantages et inconvénients
La procédure du ganglion sentinelle présente divers avantages. Tout d'abord elle diminue les risques de curage ganglionnaire inutile, et donc de lymphoedème iatrogène, une complication fréquente de cette procédure. Elle permet également de concentrer l'effort d'analyse sur un nombre restreint de ganglions, permettant d'augmenter le nombre de coupes par ganglion et donc de faire une analyse plus fine et plus fiable.
Son principal défaut est le risque de faux négatif. En principe, plus le nombre de ganglions lymphatiques contenant des cellules métastatiques est élevé, plus le pronostic est mauvais. Cependant l'absence de problème dans les ganglions sentinelles n'est pas une garantie totale qu'il n'y ait pas d'autres voies de prolifération de métastases (il existe deux voies de dissémination du cancer ;  hématogène (par le sang) et lymphogène (par la lymphe), qui ne sont pas nécessairement liées entre elles).

## Indications
Les principales indications du ganglion sentinelle résident dans la chirurgie du cancer du sein et du mélanome malin, bien qu'il ait été utilisé dans d'autres types de tumeurs ( cancer du côlon ) avec un certain succès. La technique a été étudiée dans de multiples cancers, comme le cancer du pénis, le cancer de la vessie,, le cancer de la prostate,,, le cancer des testicules , et le carcinome à cellules rénales,.
Une étude de 2024 remet en cause l'intérêt de la recherche et dissection du ganglion sentinelle par rapport à une simple biopsie dans le cancer du sein en l'absence de ganglion métastatique à l'examen clinique et avec une tumeur clinique mesurant jusqu'à plus de 50 millimètres dans son plus grand axe (T3). La survie sans récidive estimée à 5 ans était de 89,7 % dans le groupe biopsie du ganglion sentinelle uniquement et de 88,7 %  dans le groupe dissection .

## Recherche
Cette technique étant multidisciplinaire, divers aspects de la dissémination cancéreuse peuvent être étudiés grâce au ganglion sentinelle, comme la biologie tumorale, les mécanismes de dissémination, la transition épithélio-mésenchymateuse, et l'immunologie du cancer.

## Histoire
Le concept du ganglion sentinelle été décrit pour la première fois par Gould et al. 1960 chez un patient atteint d'un cancer de la glande parotide  et a été mise en œuvre cliniquement à grande échelle par Cabanas dans le cancer du pénis. La technique de radiolocalisation du ganglion sentinelle a été co-fondée par James C. Alex, MD, FACS et David N. Krag MD (University of Vermont Medical Center) considérés comme les pionniers de cette méthode pour l'utilisation du mélanome cutané, du cancer du sein, cancer de la tête et du cou et carcinome à cellules de Merkel. Des essais de confirmation ont suivi peu de temps après. Des études ont également été menées au Moffitt Cancer Center avec Charles Cox, MD, Cristina Wofter, MD, Douglas Reintgen, MD et James Norman, MD. À la suite de la validation de la technique de biopsie du ganglion sentinelle, un certain nombre d'essais contrôlés randomisés ont été lancés pour déterminer si la technique pouvait être utilisée en toute sécurité pour éviter un curage axillaire inutile chez les femmes atteintes d'un cancer du sein précoce. Le premier essai de ce type, dirigé par Umberto Veronesi à l' Institut européen d'oncologie, a montré que les femmes atteintes de tumeurs mammaires de 2 cm ou moins pourraient renoncer en toute sécurité au curage axillaire si leurs ganglions lymphatiques sentinelles se révélaient négatifs. Les avantages comprenaient moins de douleur, une plus grande mobilité du bras et moins d'œdèmes du bras.